# أرالياوات
الأرالياوات (الاسم العلمي: Aralioideae) هي أسرة من النباتات تتبع الفصيلة الأرالية من رتبة الخيميات.

## قبائل الأرالياوات
- الأرالياوية
- الشفلرياوية